# Thomas Walde (Journalist, 1963)

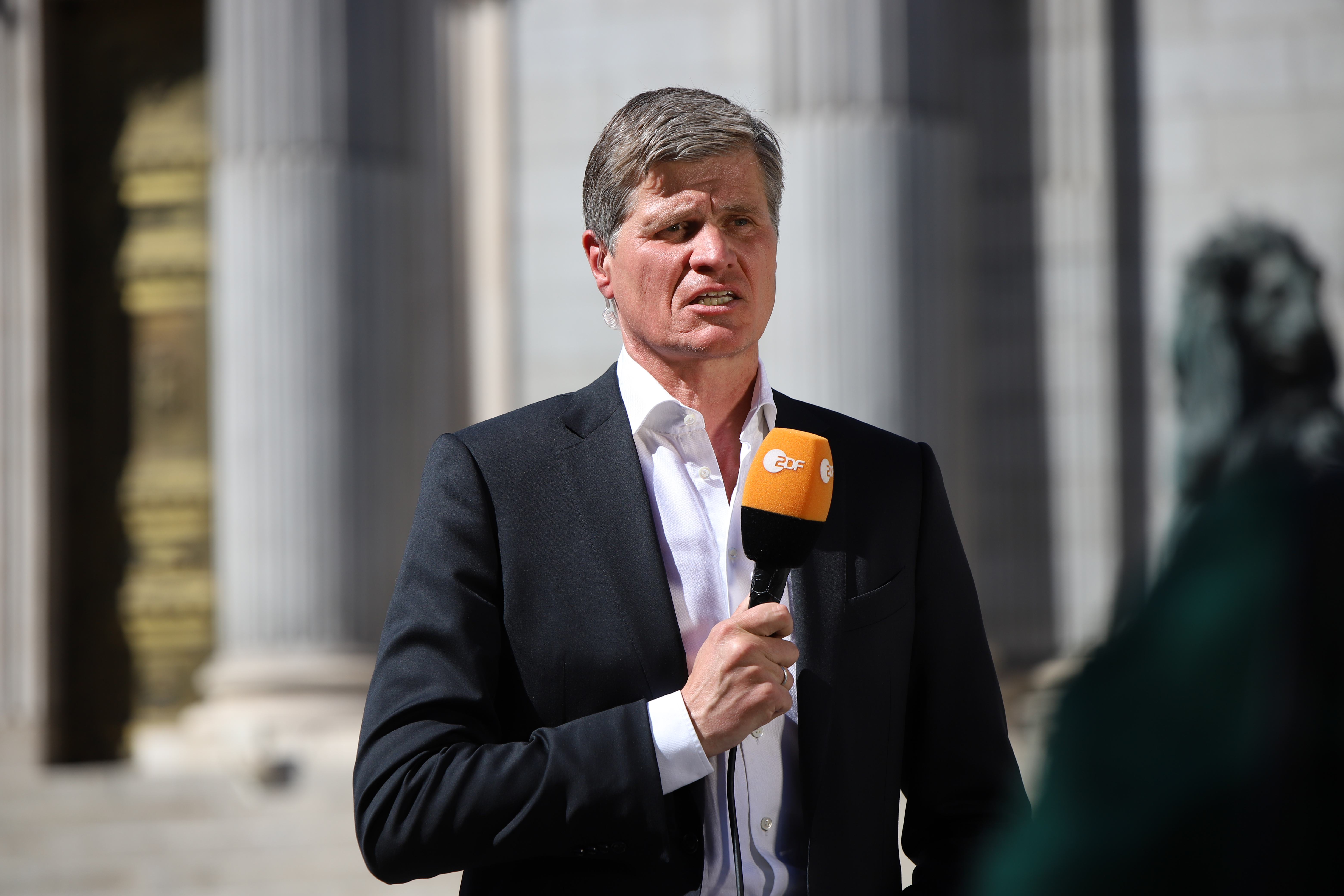
Thomas Walde (2019)

Thomas Walde (* 1963) ist ein deutscher Fernsehjournalist. Er ist derzeit Leiter des ZDF-Studios in Paris.

## Leben und Wirken
Walde studierte von 1982 bis 1987 Politologie, Soziologie und Geschichte in Kiel und Hamburg und schloss sein Studium als Diplom-Politologe ab. Zeitweise schrieb er als freier Journalist für die Kieler Rundschau und hospitierte beim Norddeutschen Rundfunk und beim Westdeutschen Rundfunk. Er arbeitete von 1988 bis 1990 beim NDR als Reporter für das Schleswig-Holstein Magazin, die Tagesschau, die Tagesthemen, Panorama und verschiedene weitere Beiträge und wurde 1990 Redakteur bei Radio Bremen für Buten un Binnen, die Tagesschau und die Tagesthemen. Danach war er bei VOX tätig. Von 1992 bis 1994 war er Redakteur bei VOX in Köln beim politischen Magazin Zeitpunkt und hatte weltweite aktuelle Reportereinsätze.
Seit 1994 arbeitet er für das ZDF. Dabei war er bis 1997 Redakteur bei Frontal und danach bis 1999 Stellvertreter der Redaktionsleiterin für „mit mir nicht!“, bis 2001 Redaktionsleiter des auslandsjournals und von 2001 bis 2002 wurde Walde Chef vom Dienst bei der Fernsehsendung Frontal21. Von 2002 bis 2007 ging er als Auslandskorrespondent für das ZDF nach Washington, D.C. und war in dieser Zeit auch mit der ZDF Heute Moderatorin Katrin Müller-Walde verheiratet, Walde ging danach bis 2010 nach London. Von April 2010 bis Februar 2019 war Walde stellvertretender Leiter des ZDF-Hauptstadtstudios in Berlin. Seit 1. März 2019 ist er Leiter des ZDF-Studios in Paris.